# 서적 섭취자
서적 섭취자는 종교나 정책에  대해 많은 사람들이 인정할 수 없는 내용의 책을 쓰는 사람들은 형벌로 그 책을 쓴 작가가 자신의 책을 먹어야 한다.